# Ulrich Wehling
Ulrich Wehling (n. 8 iulie 1952, Halle (Saale), RDG) este un sportiv ce a reprezentat Germania, medaliat olimpic. A participat la 3 ediții ale Jocurilor Olimpice (1972, 1976, 1980) în care a câștigat 3 medalii de aur.